# Okręty podwodne typu Molch
Okręty podwodne typu Molch – typ niemieckich miniaturowych okrętów podwodnych z okresu II wojny światowej.

## Historia
W 1944 w Niemczech opracowano typ małych jednoosobowych miniaturowych okrętów podwodnych przeznaczonych głównie do obrony przeciwdesantowej. Konstrukcja okrętu przypominała powiększoną torpedę, a w jej konstrukcji zastosowano wiele części wykorzystywanych w torpedach (m.in. elementy układu napędowego). Z uwagi na wady konstrukcyjne okręty tego typu były trudne w użyciu i nie odnosiły znacznych sukcesów w walce ponosząc przy tym znaczne straty. Dzięki modułowemu sposobowi produkcji w bremeńskiej stoczni AG Weser w 1944 zbudowano 393 jednostki tego typu.
W sierpniu 1944 okręty typu Molch wykorzystano przeciwko wojskom alianckim lądującym w południowej Francji. W czasie walk utracono wszystkie zaangażowane tam 12 okrętów. W grudniu 1944 okręty operowały u wybrzeży Holandii, gdzie zatopiły jedynie 7 małych alianckich okrętów przy znacznych stratach własnych. Z uwagi na duży poziom strat w ostatnich miesiącach wojny okręty tego typu były wykorzystywane do celów szkoleniowych.